# Amt Bischhausen
Das 1654 gegründete Amt Bischhausen war eine territoriale Verwaltungseinheit der Landgrafschaft Hessen-Kassel und ab 1803 des Kurfürstentums Hessen.
Bis zur Verwaltungs- und Gebietsreform des Kurfürstentums Hessen im Jahr 1821 und der damit verbundenen Auflösung bildete es als Amt den räumlichen Bezugspunkt für die Einforderung landesherrlicher Abgaben und Frondienste, für Polizei, Rechtsprechung und Heeresfolge.

## Geographische Lage
Das Gebiet des Amts Bischhausen lag zwischen Eschwege im Norden, Sontra im Süden, Waldkappel im Westen und dem Ringgau im Osten. Durch das Amtsgebiet verliefen der Fluss Wehre und die Nebenflüsse Hosbach, Datterpfeife, Netra und ein kleiner Teil der Sontra. Vom Amtsgebiet getrennt lag nördlich von Eschwege das ehemalige „Gericht Jestädt“ mit Jestädt, Neuerode und Motzenrode. Dieses befand sich zwischen der Werra im Süden und dem Eichsfeld im Norden.
Das Amtsgebiet liegt heute im Nordosten des Landes Hessen und gehört zum Werra-Meißner-Kreis.

## Angrenzende Verwaltungseinheiten
Das Gebiet des Amts grenzte:
- im Norden an das Amt Eschwege,
- im Nordosten an das Amt Wanfried (Südteil),
- im Osten an das Amt Creuzburg (Herzogtum Sachsen-Weimar-Eisenach),
- im Süden an das Amt Sontra,
- im Südwesten an das Amt Spangenberg,
- im Westen an den amtsfreien Ort Waldkappel.

## Geschichte
Das landgräfliche Amt Bischhausen entstand im Jahre 1654 aus Anteilen in den Dörfern der Herren von Boyneburg, welche mit dem aus 19 Dörfern bestehenden Gericht Boyneburg über einen weitgehend abgeschlossenen, teilautonomen Herrschaftsbezirk verfügten. Die Nachfahren jedoch des zum bischhäusisch-laudenbachischen Stamm gehörigen Konrad von Boyneburg (* 1494; † 1567) lebten unter dem Namen "von Bemmelberg" seit dem 16. Jahrhundert in Schwaben. Angesichts zunehmender Entfremdung von den übrigen von Boyneburg und finanzieller Verlockungen versetzten diese 1650 ihre Herrschaftsanteile am und im Gericht Boyneburg 1650 an die Landgrafschaft Hessen-Kassel. Die zunächst befristete Überlassung mit Rückkaufsrecht wurde – unter strengster Geheimhaltung, offenbar um Widerstände der übrigen von Boyneburg zu verhindern – dann 1690 zu einem endgültigen Verkauf (erst jetzt wurde der ehemalige adelige Hof in Bischhausen zu einem repräsentativen Amtsgebäude umgewandelt). Zur Verwaltung und Wahrung der eigenen Ansprüche wurde 1654 das Amt Bischhausen geschaffen, welches folgende Herrschaftsanteile umfasste: 2/3 von Bischhausen, 1/2 von Kirchhosbach, 1/6 von Reichensachsen, 1/4 von Wichmannshausen, 1/2 von Grandenborn, 1/12 von Röhrda, 1/2 von Rechtebach und 1/4 von Rittmanshausen. Damit war der Landgraf alleiniger Grundherr von 128 Untertanen im Gericht Boyneburg geworden. Für andere Dörfer war das Amt Bischhausen nicht zuständig.
Während der französischen Besetzung gehörte das Amtsgebiet von 1807 bis 1813 zum napoleonischen Königreich Westphalen und wurde den Kantonen Bischhausen, Reichensachsen, Netra und Aue im Distrikt Eschwege des Departements der Werra zugeteilt.
Nach der Auflösung des Königreichs Westphalen im Jahr 1813 wurde die Landgrafschaft Hessen-Kassel, nun als Kurfürstentum Hessen bezeichnet, mit seiner vormaligen Verwaltungsstruktur wieder hergestellt. Das kurhessische Amt Bischhausen bestand noch bis 1821 und wurde dann im Zuge der kurhessischen Verwaltungsreform dem Landkreis Eschwege zugeordnet.

## Zugehörige Orte
„Mengedörfer“, in denen Hessen und die Herren von Boyneburg Besitzungen hatten
| - Bischhausen - Grandenborn - Kirchhosbach - Rechtebach | - Reichensachsen - Röhrda - Rittmannshausen - Wichmannshausen |

Dörfer im Besitz der Herren von Boyneburg
| - Hoheneiche - Jestädt - Langenhain - Motzenrode - Netra (bis 1818) | - Neuerode - Niederdünzebach - Oberdünzebach - Oetmannshausen - Thurnhosbach |

Orte des Amts Sontra, die 1818 dem Amt Bischhausen angegliedert wurden
- Mitterode
- Stadthosbach

Höfe
- Datterpfeife
- Harmuthshausen
- Lautenbach (Wehretal)[2]
- Vogelsburg[3]
- Schloss Boyneburg

Wüstungen
- bei Bischhausen: Wehre, Lerchenhosbach, Grubenhosbach[4]
- bei Jestädt: Bettelsdorf, Dörrenhain und Dudenhusen